# Andrzej Suski

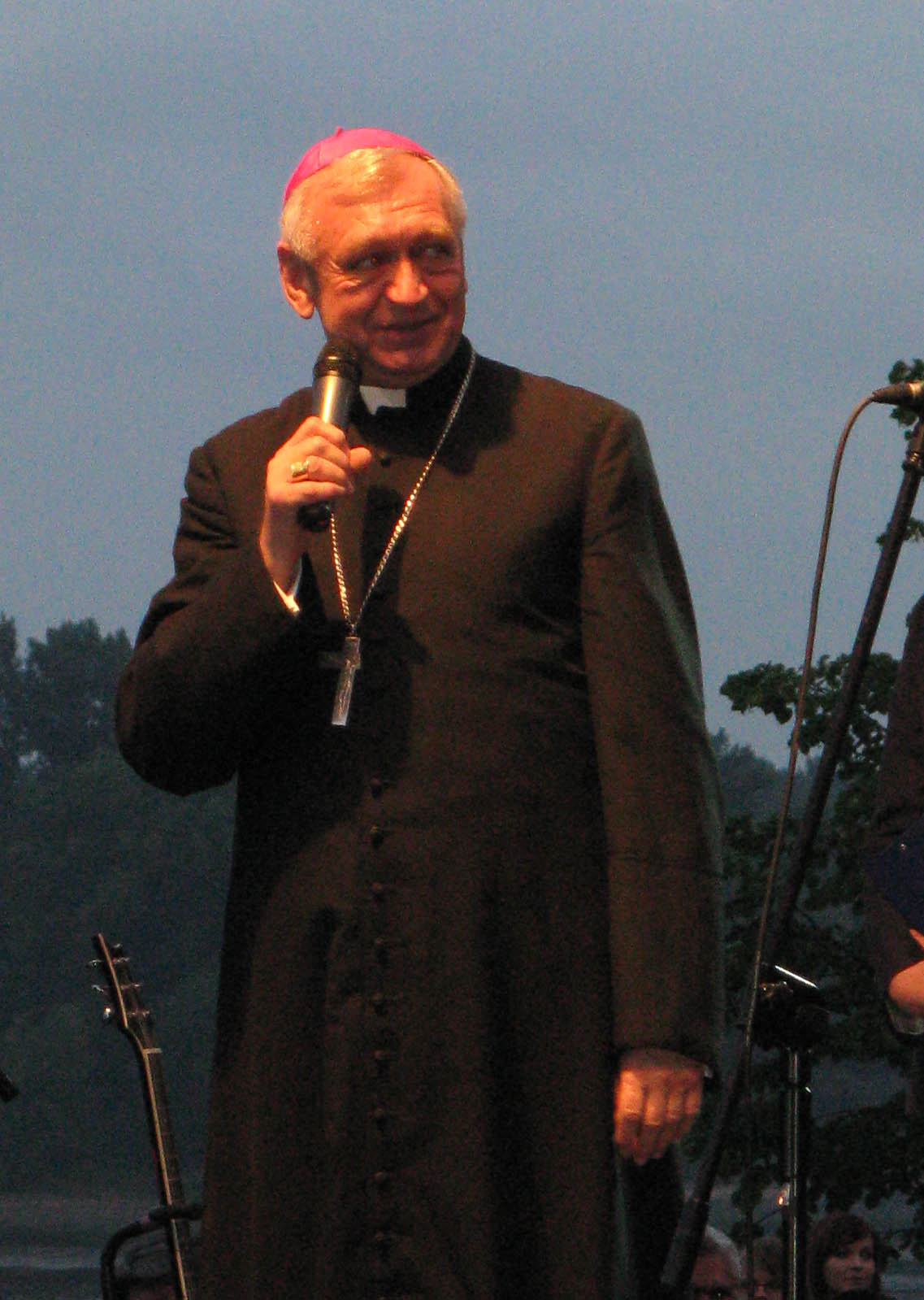
Andrzej Suski (2008)

Andrzej Wojciech Suski (* 24. Dezember 1941 in Schröttersburg, Gau Ostpreußen, Deutsches Reich) ist ein polnischer Geistlicher und emeritierter römisch-katholischer Bischof von Toruń.

## Leben
Weihbischof Piotr Dudziec weihte ihn am 13. Juni 1965 zum Priester des Bistums Płock.
Papst Johannes Paul II. ernannte ihn am 12. August 1986 zum Titularbischof von Pulcheriopolis und zum Weihbischof in Płock. Der polnische Primas, Józef Kardinal Glemp, spendete ihm am 4. Oktober desselben Jahres die Bischofsweihe; Mitkonsekratoren waren Zygmunt Kamiński, Koadjutorbischof von Płock, und Juliusz Paetz, Bischof von Łomża. Sein Wahlspruch ist Spes Mea Unica.
Am 25. März 1992 ernannte ihn Johannes Paul II. zum ersten Bischof des mit gleichem Datum errichteten Bistums Toruń.
Am 11. November 2017 nahm Papst Franziskus seinen altersbedingten Rücktritt an.